# 10 000 mètres aux Jeux olympiques
Pour un article plus général, voir Athlétisme aux Jeux olympiques.
Le 10 000 mètres masculin figure au programme des Jeux olympiques depuis la cinquième édition, en 1912 à Stockholm. Les femmes ne participent à cette épreuve que depuis les Jeux de 1988, à Séoul.
Six athlètes masculins sont les plus titrés dans cette épreuve avec deux médailles d'or : les Finlandais Paavo Nurmi et Lasse Virén, le Tchécoslovaque Emil Zátopek, les Éthiopiens Haile Gebrselassie et Kenenisa Bekele et le Britannique Mohamed Farah. Avec également deux médailles d'or remportées, les athlètes féminines les plus titrées sont les Éthiopiennes Derartu Tulu et Tirunesh Dibaba.
Les records olympiques de la discipline sont actuellement détenus par Joshua Cheptegei, auteur de 26 min 43 s 14 en finale des Jeux olympiques de 2024, à Paris, et par sa compatriote Almaz Ayana, créditée de 29 min 17 s 46 lors des Jeux olympiques de 2016.

## Éditions
| Années | 96 | 00 | 04 | 08 | 12 | 20 | 24 | 28 | 32 | 36 | 48 | 52 | 56 | 60 | 64 | 68 | 72 | 76 | 80 | 84 | 88 | 92 | 96 | 00 | 04 | 08 | 12 | 16 | 20 | 24 | Total |
| ------ | -- | -- | -- | -- | -- | -- | -- | -- | -- | -- | -- | -- | -- | -- | -- | -- | -- | -- | -- | -- | -- | -- | -- | -- | -- | -- | -- | -- | -- | -- | ----- |
| Hommes |    |    |    |    | X  | X  | X  | X  | X  | X  | X  | X  | X  | X  | X  | X  | X  | X  | X  | X  | X  | X  | X  | X  | X  | X  | X  | X  | X  | X  | 26    |
| Femmes |    |    |    |    |    |    |    |    |    |    |    |    |    |    |    |    |    |    |    |    | X  | X  | X  | X  | X  | X  | X  | X  | X  | X  | 10    |

## Hommes

### Historique

#### 1912-1936

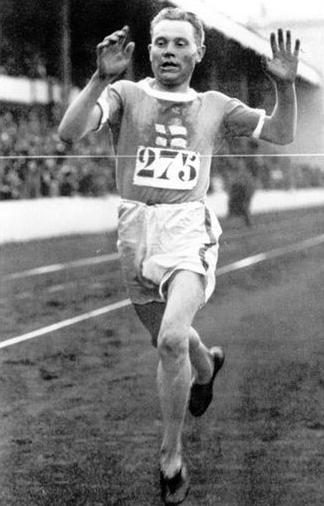
Paavo Nurmi, champion olympique en 1920 et 1928.

L'épreuve du 10 000 mètres fait sa première apparition olympique lors des Jeux olympiques de 1912, à Stockholm où la finale voit s'opposer 30 concurrents issus de 13 nations. La course est remportée par le Finlandais Hannes Kolehmainen dans le temps de 31 min 20 s 8, devant l'Américain Lewis Tewanima et l'autre finlandais Albin Stenroos.
En 1920, aux Jeux olympiques de 1920, à Anvers, le Finlandais Paavo Nurmi  remporte le titre olympique en devançant le Français Joseph Guillemot et le Britannique James Wilson. Parvenant à combler son retard à l'amorce du dernier kilomètre, Nurmi se présente dans la dernière ligne droite accompagné de Joseph Guillemot. Il produit alors une accélération dans les derniers mètres de la course et l'emporte dans le temps de 31 min 45 s 8, améliorant de près d'une minute son record personnel.
Lors des Jeux olympiques de 1924, à Paris, en l'absence de Paavo Nurmi, préservé par sa fédération afin de se consacrer à d'autres épreuves, le favori de la course est son compatriote Ville Ritola qui a établi un nouveau record du monde du 10 000 mètres quelques jours avant le début des compétitions. En finale, Ville Ritola domine la course et améliore de près de 12 secondes son propre record du monde, en 30 min 23 s 2, devançant de plus de 30 secondes le Suédois Edvin Wide et de plus d'une minute l'autre finlandais Eero Berg. Quelques jours après les Jeux olympiques de Paris, Paavo Nurmi améliorera de 17 secondes le record du monde de Ville Ritola.
Paavo Nurmi remporte le titre des Jeux olympiques de 1928, à Amsterdam, signant son deuxième succès dans cette épreuve après son titre de 1920. Il l'emporte avec le temps de 30 min 18 s 8, nouveau record olympique, et devance de près d'une seconde Ville Ritola et de 18 secondes le Suédois Edvin Wide.
En 1932, lors des Jeux olympiques de Los Angeles, le Polonais Janusz Kusociński devient champion olympique en 30 min 11 s 4, améliorant de près de 7 secondes le record olympique de Paavo Nurmi. Il devance deux athlètes Finlandais, Volmari Iso-Hollo et Lauri Virtanen, après avoir fait la différence dans le dernier virage.
Lors des Jeux olympiques de 1936, à Berlin, la Finlande accumule les trois premières places du podium : Ilmari Salminen, champion d'Europe en 1934, devient champion olympique en 30 min 15 s 4, devant Arvo Askola et Volmari Iso-Hollo.

#### 1948-1964

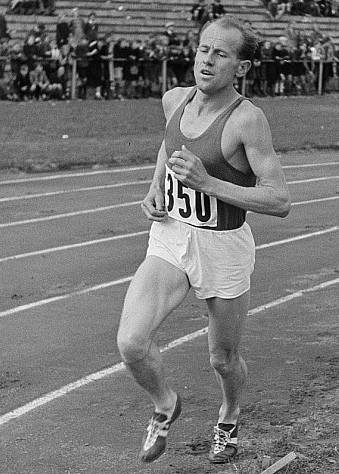
Emil Zátopek, champion olympique en 1948 et 1952.

Lors des Jeux olympiques de 1948, à Londres, le Tchécoslovaque Emil Zátopek remporte le titre olympique dans le temps de 29 min 59 s 6 (record olympique) devançant largement tous ses adversaires dont le Français Alain Mimoun, deuxième en 30 min 47 s 7 et le Suédois Bertil Albertsson, troisième en 30 min 53 s 6. Le Finlandais Viljo Heino, champion d'Europe en 1946 et détenteur du record du monde depuis 1944, abandonne au sixième kilomètre.
Emil Zátopek, qui a amélioré le record du monde de Viljo Heino à plusieurs reprises, conserve son titre olympique aux Jeux olympiques de 1952, à Helsinki. Après avoir lâché ses coéquipiers Kostela et Posti dès le troisième kilomètre, il livre une bataille avec Alain Mimoun en effectuant près d'une cinquantaine d'accélérations, sans toutefois parvenir à distancer le Français. Zátopek fait la différence dans les derniers tours en l'emportant dans le temps de 29 min 17 s 0, améliorant d'une quarantaine de seconde son propre record olympique, et devance une nouvelle fois Alain Mimoun, médaillé d'argent en 29 min 32 s 8, et le Soviétique Aleksandr Anufriyev (29 min 48 s 2). Emil Zátopek remportera deux autres épreuves lors des Jeux, le 5 000 m et le marathon.
Aux Jeux olympiques de 1956, à Melbourne, la victoire revient au Soviétique Vladimir Kuts qui faisait partie des favoris de la course après avoir notamment amélioré le record du monde quelques semaines avant le début des compétitions. Il s'impose dans le temps 28 min 45 s 6 et améliore de près de 30 secondes le record olympique d'Emil Zátopek. Le Hongrois József Kovács (28 min 52 s 4) et l'Australien Allan Lawrence (28 min 53 s 6) complètent le podium. Le Britannique Gordon Pirie, l'autre favori de l'épreuve, s’effondre à deux tours de l'arrivée et termine 8e.
Lors des Jeux olympiques de 1960, à Rome, le Soviétique Pyotr Bolotnikov remporte la finale dans le temps de 28 min 32 s 2 (nouveau record olympique), devant l'Allemand Hans Grodotzki (28 min 37 s 0) et l'Australien David Power (28 min 38 s 2).
Aux Jeux olympiques de 1964, à Tokyo, l'Américain Billy Mills est le premier non-européen à remporter le titre olympique du 10 000 m. Il s'impose au sprint en 28 min 24 s 4, nouveau record olympique, devant le Tunisien Mohammed Gammoudi (28 min 24 s 8) et l'Australien Ron Clarke, détenteur du record du monde depuis 1963, qui se classe troisième de l'épreuve en 28 min 35 s 8. Clarke, qui mène la course à une allure très soutenue, forme le trio de tête avec Gammoudi et Mills. À 300 m de l'arrivée, Mohammed Gammoudi porte une attaque sur ses deux adversaires mais se voit dépasser par Mills dans les derniers mètres de la course.

#### 1968-1984

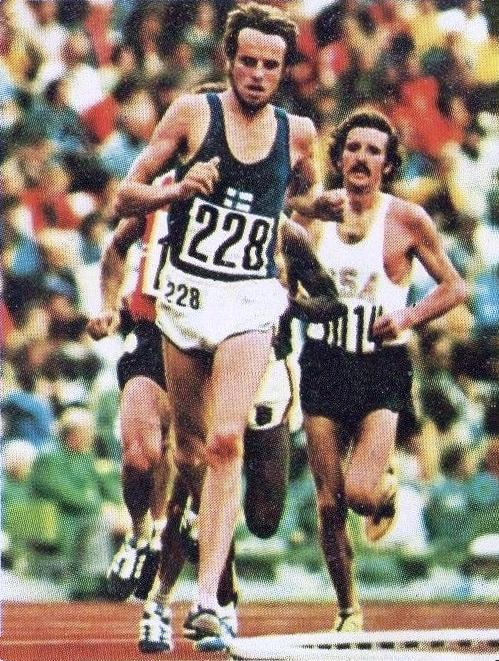
Lasse Virén, champion olympique en 1972 et 1976.

Lors des Jeux olympiques de 1968, à Mexico, le Kényan Naftali Temu remporte la médaille d'or dans le temps de 29 min 27 s 4, devançant l'Éthiopien Mamo Wolde (29 min 28 s 0) et Mohammed Gammoudi (29 min 34 s 2) qui décroche la médaille de bronze après avoir obtenu l'argent à Tokyo. Ron Clarke, détenteur du record du monde du 10 000 mètres depuis 1963 et médaillé de bronze quatre ans plus tôt, est victime d'une défaillance à deux tours de l'arrivée alors qu'il se situait en tête de la course. Il se classe 6e de l'épreuve.
Quatre ans plus tard, aux Jeux olympiques de 1972, à Munich, le Finlandais Lasse Virén devient champion olympique en établissant un nouveau record du monde en 27 min 38 s 35. Victime d'une chute dans le peloton aux alentours des 4 400 m, il se relève et parvient à refaire son retard de cinq secondes sur les hommes de tête, puis distance ses adversaires à deux tours de l'arrivée en compagnie du Belge Emiel Puttemans. À l'arrivée, Lasse Virén devance finalement de près d'une seconde Puttemans, deuxième en 27 min 39 s 58, et de près de deux secondes l'Éthiopien Miruts Yifter, médaillé de bronze en 27 min 40 s 96.
Lasse Virén conserve son titre aux Jeux olympiques de 1976, à Montréal, en s'imposant dans le temps de 27 min 40 s 38, devançant largement le Portugais Carlos Lopes (27 min 45 s 17) et le Britannique Brendan Foster (27 min 54 s 92), détenteur du record du monde depuis 1973. Une grande partie des meilleurs coureurs de fond africains, notamment kényans et éthiopiens, ne participent pas à ces Jeux olympiques pour cause de boycott. Lasse Virén devient le troisième athlète après Paavo Nurmi et Emil Zátopek à remporter deux titres olympiques sur 10 000 m. 
Lors des Jeux olympiques de 1980, à Moscou, Miruts Yifter remporte le titre olympique du 10 000 m huit ans après son premier podium sur cette distance. Il s'impose dans le temps de 27 min 42 s 69 et devance le Finlandais Kaarlo Maaninka (27 min 44 s 28) et l'Éthiopien Mohammed Kedir (27 min 44 s 64), Lasse Virén, double tenant du titre, ne prenant que la cinquième place. Le Kényan Henry Rono, détenteur du record du monde depuis 1978, ne participe pas à la compétition en raison du boycott du Kenya.
Aux Jeux olympiques de 1984, à Los Angeles, la victoire revient à l'Italien Alberto Cova, champion du monde du 10 000 m en 1983, qui s'impose dans le temps de 27 min 47 s 54, devant le Finlandais Martti Vainio (27 min 51 s 10) et le Britannique Mike McLeod après avoir lâché progressivement tous ses adversaires dans la seconde moitié de course. Disqualifié après avoir été convaincu de dopage, Martti Vainio est déchu de sa médaille d'argent au profit de Mike McLeod, le Kényan Mike Musyoki récupérant la médaille de bronze. Le Portugais Fernando Mamede, qui a amélioré le record du monde quelques jours avant le début de ces Jeux, est contraint à l'abandon.

#### 1988-2004

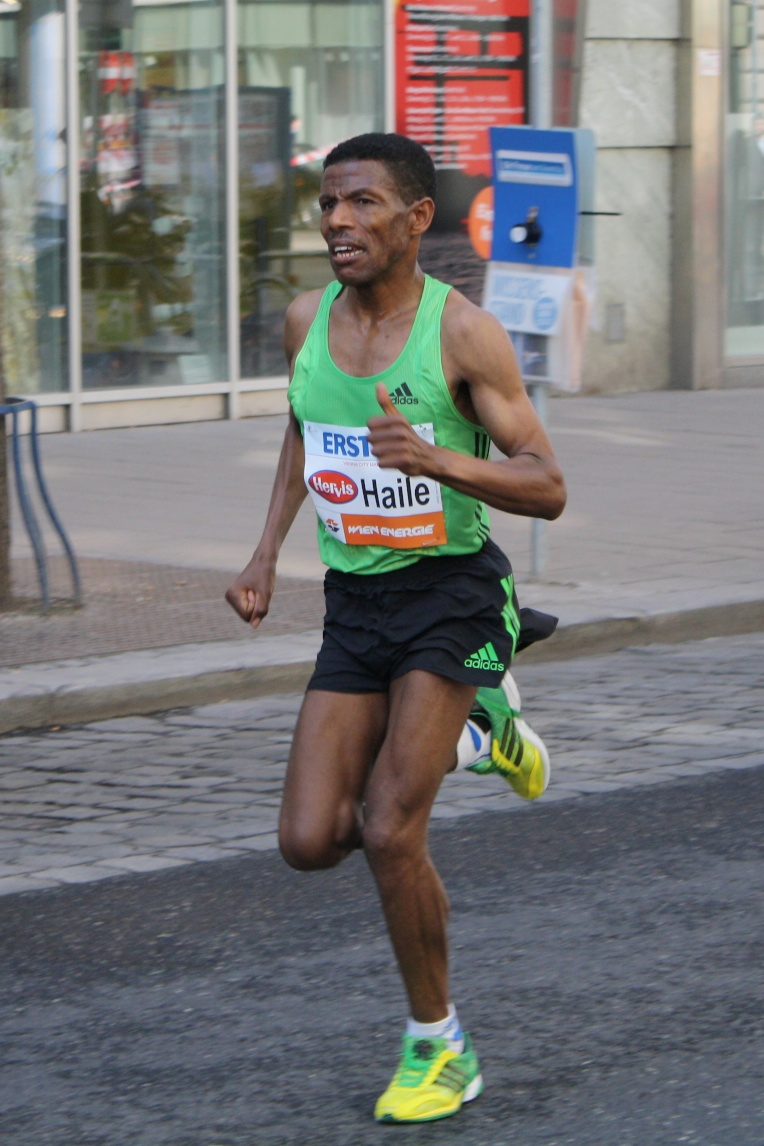
Haile Gebrselassie, champion olympique en 1996 et 2000.

En 1988, lors des Jeux olympiques de Séoul, le Marocain Brahim Boutayeb remporte le titre et améliore le record olympique de Lasse Virén en parcourant la distance en 27 min 21 s 46. L'Italien Salvatore Antibo est médaillé d'argent en 27 min 23 s 55 et le Kényan Kipkemboi Kimeli médaillé de bronze en 27 min 25 s 16. Quatre athlètes sont en tête à la mi-course, Brahim Boutayeb, Salvatore Antibo, Kipkemboi Kimeli et son compatriote Moses Tanui, et passent au 5 000 m sur les bases du record du monde, en 13 min 35 s 32. Brahim Boutayeb se défait progressivement de ses adversaires et possède près de 25 m d'avance sur Kipkemboi Kimeli à deux tours de l'arrivée, maintenant finalement une avance de 2 secondes sur Kimeli sur la ligne d'arrivée.
Khalid Skah succède à son compatriote Brahim Boutayeb lors des Jeux olympiques de 1992, à Barcelone, en emportant l'épreuve dans le temps de 27 min 46 s 70, devant le Kényan Richard Chelimo (27 min 47 s 72) et l'Ethiopien Addis Abebe (28 min 0 s 07). Salvatore Antibo, deuxième à Séoul, prend la 4e place, devant le Mexicain Arturo Barrios, alors détenteur du record du monde. Moses Tanui, champion du monde en 1991, se classe 8e de la finale. À l'issue de la course, Khalid Skah est disqualifié pour avoir bénéficié de l'aide illicite de son compatriote Hammou Boutayeb qui venait de concéder un tour, mais il est finalement rétabli dans ses droits quelques heures plus tard. Boutayeb sera en revanche disqualifié.
Lors des Jeux olympiques de 1996, à Atlanta, la victoire revient à l'Éthiopien Haile Gebrselassie, champion du monde en 1993 et 1995 et détenteur du record du monde depuis l'année passée. Il l'emporte dans le temps de 27 min 7 s 34, nouveau record olympique, devant le Kényan Paul Tergat (27 min 8 s 17) et le Marocain Salah Hissou (27 min 24 s 67). Le champion en titre Khalid Skah se classe septième de la course.
Haile Gebrselassie, qui a ajouté de nouveaux titres de champion du monde du 1 000 m à son palmarès, en 1997 et 1999, remporte son deuxième titre olympique à l'occasion des Jeux olympiques de 2000, à Sydney. Il s'impose en 27 min 18 s 20, à près de deux minutes de son record du monde établi en 1998, et devance de justesse Paul Tergat, deuxième en 27 min 18 s 29, qui obtient sa deuxième médaille d'argent consécutive. L'Éthiopien Assefa Mezgebu complète le podium en 27 min 19 s 75.
Lors des Jeux olympiques de 2004, à Athènes, l'Éthiopien Kenenisa Bekele, champion du monde en 2003, remporte son premier titre olympique sur 10 000 m et succède à Haile Gebrselassie après l'avoir dépossédé de son record du monde quelques semaines avant le début des Jeux. Il s'impose dans le temps de 27 min 5 s 10, nouveau record olympique, et devance nettement son compatriote Sileshi Sihine (27 min 9 s 39) et l'Érythréen Zersenay Tadesse qui établit un nouveau record national en 27 min 22 s 57. Bekele parcourt le dernier tour en 52 s 9 et les derniers 200 m en 27 s 7. Haile Gebrselassie termine cinquième de la course.

#### Depuis 2008

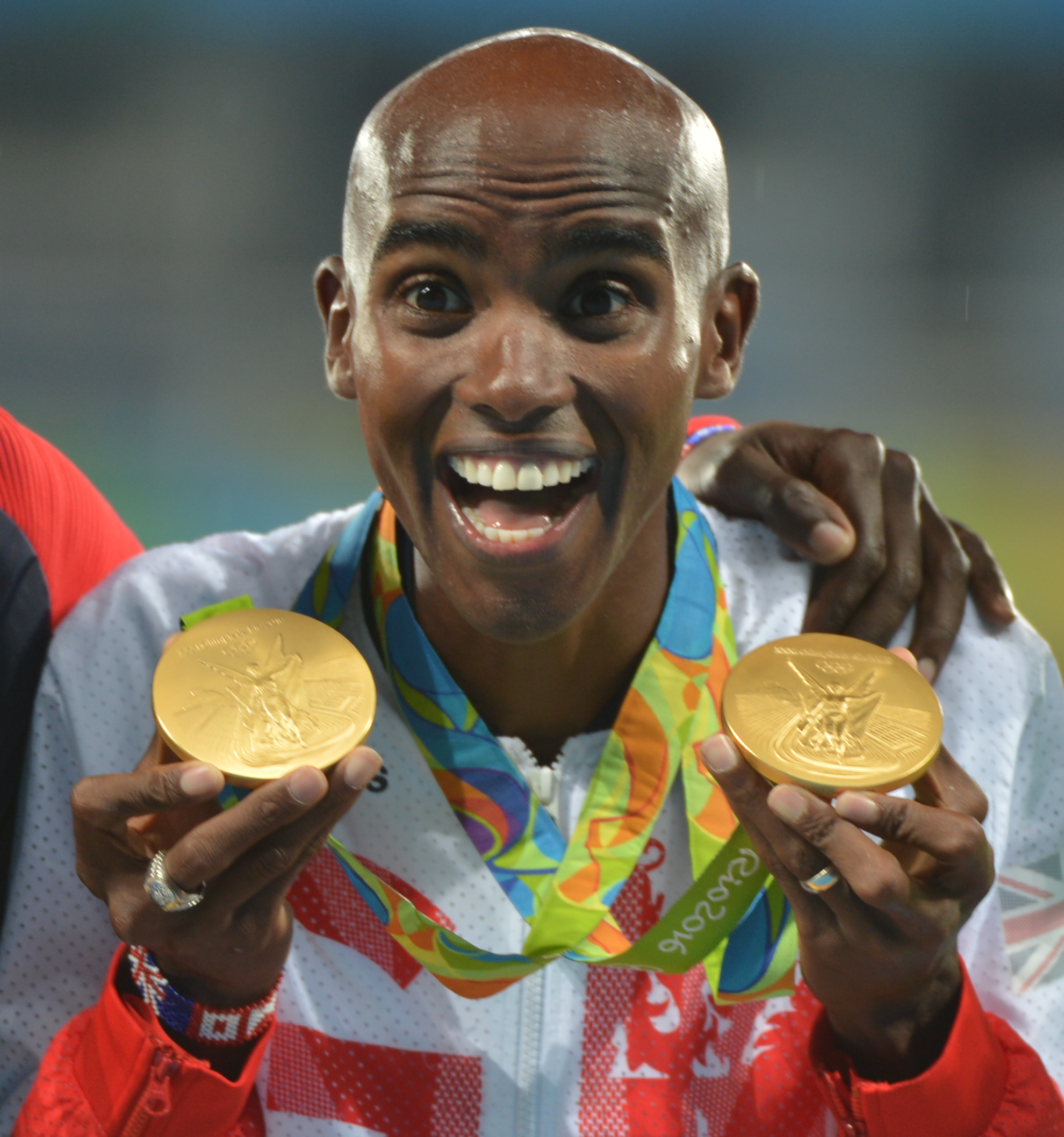
Mohamed Farah, champion olympique en 2012 et 2016.

Kenenisa Bekele, qui a amélioré son propre record du monde en 2005, et remporté son troisième titre de champion du monde en 2007 à Osaka, est le favori des Jeux olympiques de 2008. À Pékin, il conserve son titre olympique dans le temps de 27 min 1 s 17, améliorant de près de quatre secondes son propre record olympique établi en 2004 à Athènes, et devance une nouvelle fois Sileshi Sihine, médaillé d'argent en 27 min 2 s 77, le Kényan Micah Kogo s'adjugeant la médaille de bronze en 27 min 4 s 11. Haile Gebrselassie se classe sixième de l'épreuve. Kenenisa Bekele remportera également l'épreuve du 5 000 m lors de ces Jeux.
Quatre ans plus tard, lors des Jeux olympiques de 2012, à Londres, le Britannique Mohamed Farah devient champion olympique du 10 000 m en s'imposant dans le temps de 27 min 30 s 42 après avoir fait la différence sur ses adversaires lors du dernier tour de piste. Premier européen depuis Alberto Cova en 1984 à s'imposer dans cette épreuve, il devance finalement l'Américain Galen Rupp (27 min 30 s 90) et l’Éthiopien Tariku Bekele (27 min 31 s 43) qui prive du podium son frère ainé, Kenenisa Bekele, double champion olympique en titre, qui termine quatrième en 27 min 32 s 44.
Mohamed Farah, champion du monde en 2015, conserve son titre olympique lors des Jeux olympiques de 2016, à Rio de Janeiro. Il établit le temps de 27 min 5 s 17 et devance le Kényan Paul Tanui qui signe son meilleur temps de l'année en 27 min 5 s 64, et l'Éthiopien Tamirat Tola, troisième en 27 min 6 s 26. Paul Tanui, qui était en tête à la cloche, est dépassé par Mohamed Farah à 200 m de l'arrivée . Comme à Londres en 2012, Mohamed Farah réalise le doublé 5 000 m-10 000 m.
Aux Jeux Olympiques de Tokyo en 2021, l'Ethiopie récupère le titre olympique du 10 000 mètres qu'elle n'avait plus remporté depuis 2008 avec Selemon Barega, qui place une accélération décisive dans le dernier tour pour s'emparer de l'or en 27 min 43 s 22. Barega franchit la ligne d'arrivée devant deux Ougandais, Joshua Chepteguei, recordman de la distance depuis 2020, et Jakob Kiplimo, champion du monde en titre du semi-marathon. Cette course s'est déroulée en l'absence du double tenant du titre Mo Farah, qui n'était pas parvenu à valider les minima olympiques.

### Palmarès
| Édition | Or                                      | Argent                                | Bronze                                  |
| ------- | --------------------------------------- | ------------------------------------- | --------------------------------------- |
| 1912    | Hannes Kolehmainen (FIN) 31 min 20 s 8  | Lewis Tewanima (USA) 32 min 6 s 6     | Albin Stenroos (FIN) 32 min 21 s 8      |
| 1920    | Paavo Nurmi (FIN) 31 min 45 s 8         | Joseph Guillemot (FRA) 31 min 47 s 2  | James Wilson (GBR) 31 min 50 s 8        |
| 1924    | Ville Ritola (FIN) 30 min 23 s 2        | Edvin Wide (SWE) 30 min 55 s 2        | Eero Berg (FIN) 31 min 43 s 0           |
| 1928    | Paavo Nurmi (FIN) 30 min 18 s 8         | Ville Ritola (FIN) 30 min 19 s 4      | Edvin Wide (SWE) 31 min 0 s 8           |
| 1932    | Janusz Kusociński (POL) 30 min 11 s 4   | Volmari Iso-Hollo (FIN) 30 min 12 s 6 | Lauri Virtanen (FIN) 30 min 35 s 0      |
| 1936    | Ilmari Salminen (FIN) 30 min 15 s 4     | Arvo Askola (FIN) 30 min 15 s 6       | Volmari Iso-Hollo (FIN) 30 min 20 s 2   |
| 1948    | Emil Zátopek (TCH) 29 min 59 s 6        | Alain Mimoun (FRA) 30 min 47 s 4      | Bertil Albertsson (SWE) 30 min 53 s 6   |
| 1952    | Emil Zátopek (TCH) 29 min 17 s 0        | Alain Mimoun (FRA) 29 min 32 s 8      | Aleksandr Anufriyev (URS) 29 min 48 s 2 |
| 1956    | Vladimir Kuts (URS) 28 min 45 s 6       | József Kovács (HUN) 28 min 52 s 4     | Allan Lawrence (AUS) 28 min 53 s 6      |
| 1960    | Pyotr Bolotnikov (URS) 28 min 32 s 2    | Hans Grodotzki (EUA) 28 min 37 s 0    | David Power (AUS) 28 min 38 s 2         |
| 1964    | Billy Mills (USA) 28 min 24 s 4         | Mohammed Gammoudi (TUN) 28 min 24 s 8 | Ron Clarke (AUS) 28 min 25 s 8          |
| 1968    | Naftali Temu (KEN) 29 min 27 s 4        | Mamo Wolde (ETH) 29 min 28 s 0        | Mohammed Gammoudi (TUN) 29 min 34 s 2   |
| 1972    | Lasse Virén (FIN) 27 min 38 s 35        | Emiel Puttemans (BEL) 27 min 39 s 58  | Miruts Yifter (ETH) 27 min 40 s 96      |
| 1976    | Lasse Virén (FIN) 27 min 40 s 38        | Carlos Lopes (POR) 27 min 45 s 17     | Brendan Foster (GBR) 27 min 54 s 92     |
| 1980    | Miruts Yifter (ETH) 27 min 42 s 69      | Kaarlo Maaninka (FIN) 27 min 44 s 28  | Mohammed Kedir (ETH) 27 min 44 s 64     |
| 1984    | Alberto Cova (ITA) 27 min 47 s 54       | Mike McLeod (GBR) 28 min 6 s 22       | Mike Musyoki (KEN) 28 min 6 s 46        |
| 1988    | Brahim Boutayeb (MAR) 27 min 21 s 46    | Salvatore Antibo (ITA) 27 min 23 s 55 | Kipkemboi Kimeli (KEN) 27 min 25 s 16   |
| 1992    | Khalid Skah (MAR) 27 min 46 s 70        | Richard Chelimo (KEN) 27 min 47 s 72  | Addis Abebe (ETH) 28 min 0 s 07         |
| 1996    | Haile Gebrselassie (ETH) 27 min 7 s 34  | Paul Tergat (KEN) 27 min 8 s 17       | Salah Hissou (MAR) 27 min 24 s 67       |
| 2000    | Haile Gebrselassie (ETH) 27 min 18 s 20 | Paul Tergat (KEN) 27 min 18 s 29      | Assefa Mezgebu (ETH) 27 min 19 s 75     |
| 2004    | Kenenisa Bekele (ETH) 27 min 5 s 10     | Sileshi Sihine (ETH) 27 min 9 s 39    | Zersenay Tadesse (ERI) 27 min 22 s 57   |
| 2008    | Kenenisa Bekele (ETH) 27 min 1 s 17     | Sileshi Sihine (ETH) 27 min 2 s 77    | Micah Kogo (KEN) 27 min 4 s 11          |
| 2012    | Mohamed Farah (GBR) 27 min 30 s 42      | Galen Rupp (USA) 27 min 30 s 90       | Tariku Bekele (ETH) 27 min 31 s 43      |
| 2016    | Mohamed Farah (GBR) 27 min 5 s 17       | Paul Tanui (KEN) 27 min 5 s 64        | Tamirat Tola (ETH) 27 min 6 s 26        |
| 2020    | Selemon Barega (ETH) 27 min 43 s 22     | Joshua Cheptegei (UGA) 27 min 43 s 63 | Jacob Kiplimo (UGA) 27 min 43 s 88      |
| 2024    | Joshua Cheptegei (UGA) 26 min 43 s 14   | Berihu Aregawi (ETH) 26 min 43 s 44   | Grant Fisher (USA) 26 min 43 s 46       |

### Multiples médaillés
| Rang | Athlète            | Pays            | Période     | Or | Argent | Bronze | Total |
| ---- | ------------------ | --------------- | ----------- | -- | ------ | ------ | ----- |
| 1    | Paavo Nurmi        | Finlande        | 1920 – 1928 | 2  | 0      | 0      | 2     |
| 1    | Emil Zátopek       | Tchécoslovaquie | 1948 – 1952 | 2  | 0      | 0      | 2     |
| 1    | Lasse Virén        | Finlande        | 1972 – 1976 | 2  | 0      | 0      | 2     |
| 1    | Haile Gebrselassie | Éthiopie        | 1996 – 2000 | 2  | 0      | 0      | 2     |
| 1    | Kenenisa Bekele    | Éthiopie        | 2004 – 2008 | 2  | 0      | 0      | 2     |
| 1    | Mohamed Farah      | Grande-Bretagne | 2012 – 2016 | 2  | 0      | 0      | 2     |
| 7    | Ville Ritola       | Finlande        | 1924 – 1928 | 1  | 1      | 0      | 2     |
| 7    | Joshua Cheptegei   | Ouganda         | 2021 - 2024 | 1  | 1      | 0      | 2     |
| 9    | Miruts Yifter      | Éthiopie        | 1972 – 1980 | 1  | 0      | 1      | 2     |
| 10   | Alain Mimoun       | France          | 1948 – 1952 | 0  | 2      | 0      | 2     |
| 10   | Paul Tergat        | Kenya           | 1996 – 2000 | 0  | 2      | 0      | 2     |
| 10   | Sileshi Sihine     | Éthiopie        | 2004 – 2008 | 0  | 2      | 0      | 2     |
| 13   | Edvin Wide         | Suède           | 1924 – 1928 | 0  | 1      | 1      | 2     |
| 13   | Volmari Iso-Hollo  | Finlande        | 1932 – 1936 | 0  | 1      | 1      | 2     |
| 13   | Mohammed Gammoudi  | Tunisie         | 1968 – 1972 | 0  | 1      | 1      | 2     |

### Record olympique

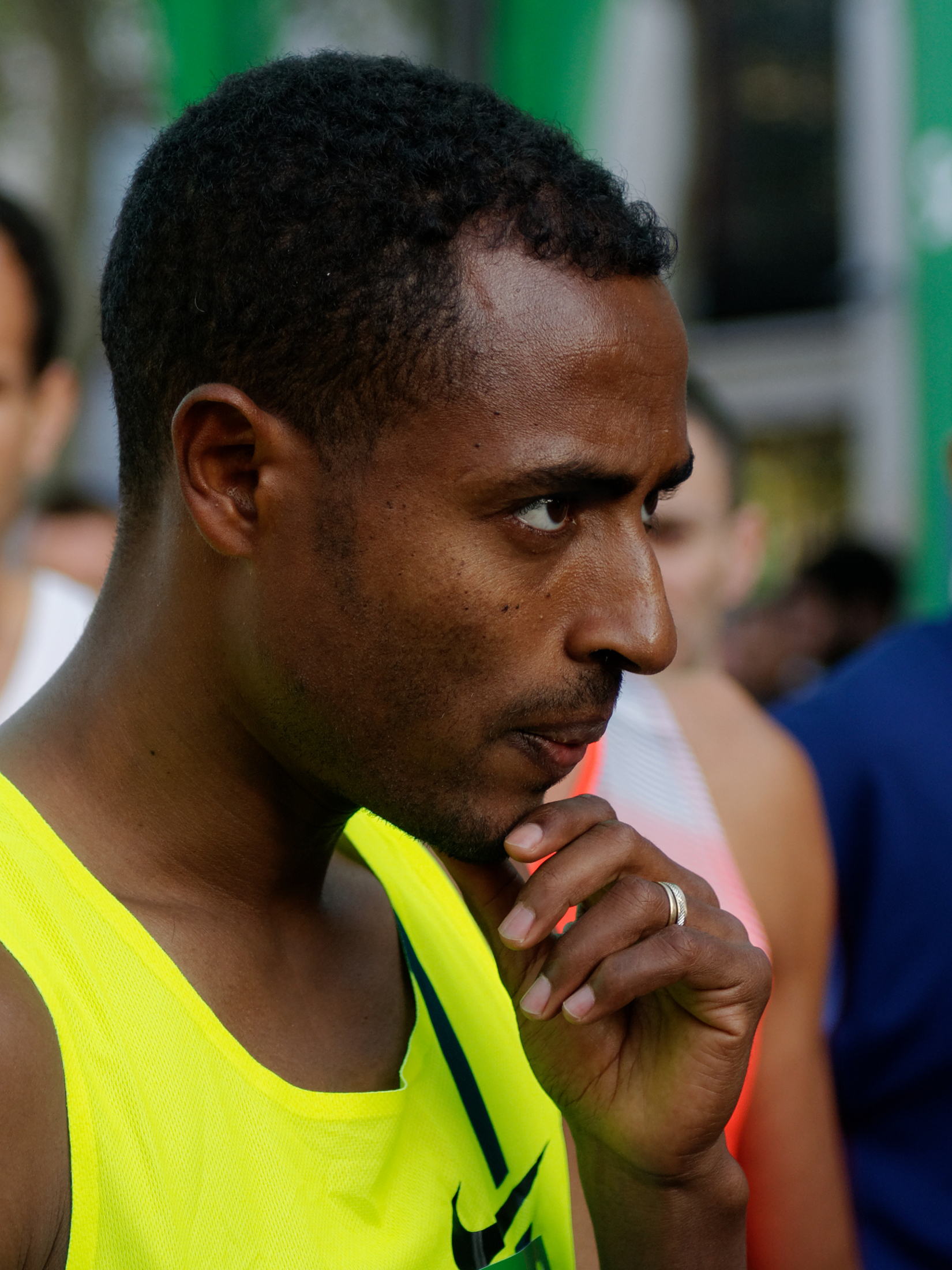
Kenenisa Bekele, champion olympique du 10000 m en 2004 et 2008 et actuel détenteur du record olympique.

| Temps          | Athlète            | Lieu        | Date              | Record |
| -------------- | ------------------ | ----------- | ----------------- | ------ |
| 33 min 49 s 0  | Hannes Kolehmainen | Stockholm   | 7 juillet 1912    |        |
| 32 min 30 s 8  | Leonard Richardson | Stockholm   | 7 juillet 1912    |        |
| 31 min 20 s 8  | Hannes Kolehmainen | Stockholm   | 8 juillet 1912    |        |
| 30 min 23 s 2  | Ville Ritola       | Paris       | 6 juillet 1924    | WR     |
| 30 min 18 s 8  | Paavo Nurmi        | Amsterdam   | 29 juillet 1928   |        |
| 30 min 11 s 4  | Janusz Kusociński  | Los Angeles | 31 juillet 1932   |        |
| 29 min 59 s 8  | Emil Zátopek       | Londres     | 30 juillet 1948   |        |
| 29 min 17 s 0  | Emil Zátopek       | Helsinki    | 20 juillet 1952   |        |
| 28 min 45 s 6  | Volodymyr Kuts     | Melbourne   | 23 novembre 1956  |        |
| 28 min 32 s 18 | Pyotr Bolotnikov   | Rome        | 8 septembre 1960  |        |
| 28 min 24 s 4  | Billy Mills        | Tokyo       | 14 octobre 1964   |        |
| 27 min 53 s 4  | Emiel Puttemans    | Munich      | 31 août 1972      |        |
| 27 min 38 s 4  | Lasse Virén        | Munich      | 3 septembre 1972  | WR     |
| 27 min 21 s 46 | Brahim Boutayeb    | Séoul       | 26 septembre 1988 |        |
| 27 min 7 s 34  | Haile Gebrselassie | Atlanta     | 29 juillet 1996   |        |
| 27 min 5 s 10  | Kenenisa Bekele    | Athènes     | 20 août 2004      |        |
| 27 min 1 s 17  | Kenenisa Bekele    | Pékin       | 17 août 2008      |        |
| 26 min 43 s 14 | Joshua Cheptegei   | Paris       | 2 août 2024       |        |

## Femmes

### Historique

#### 1988-2004

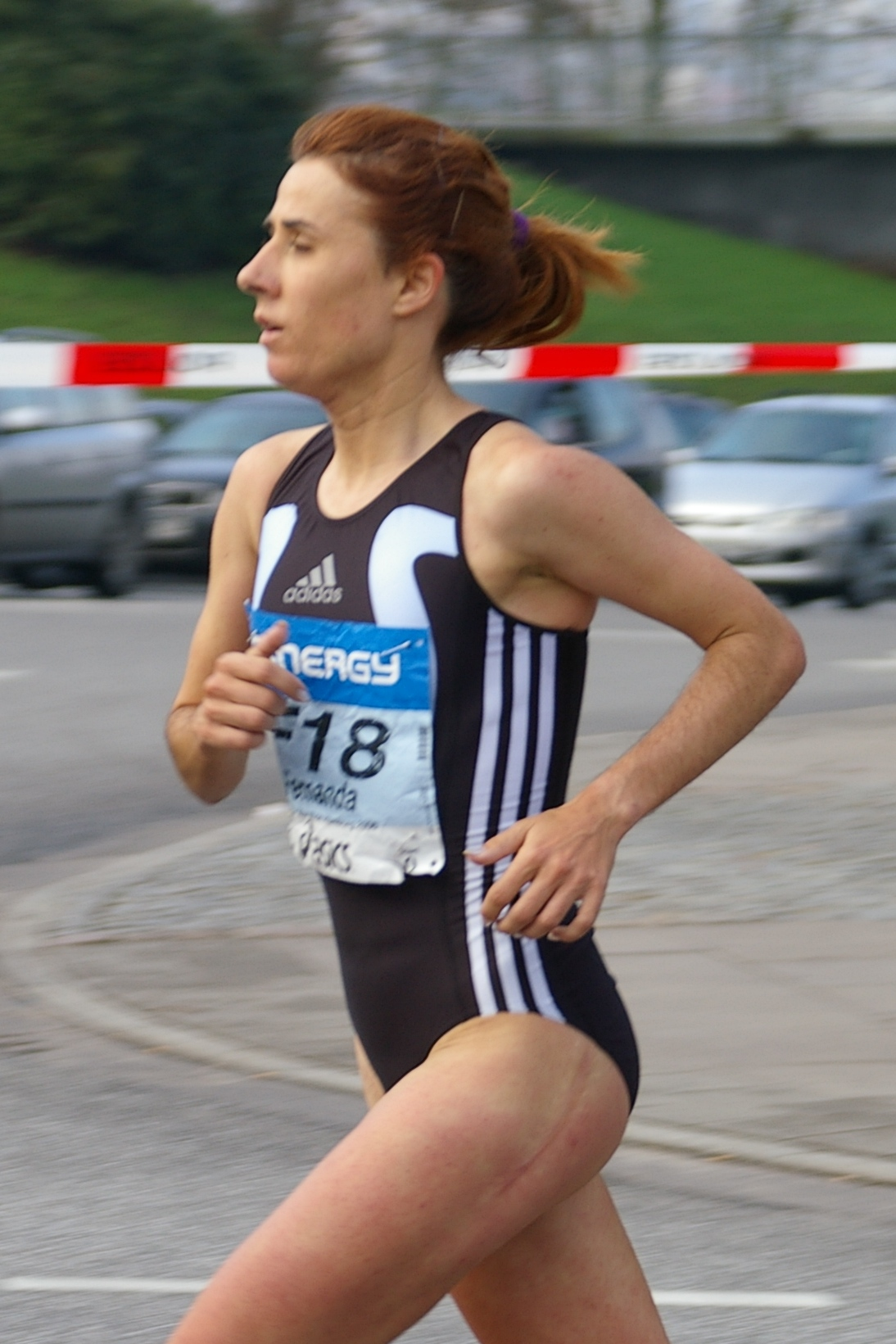
Fernanda Ribeiro, championne olympique en 1996.

Le 10 000 mètres féminin fait sa première apparition olympique à l'occasion des Jeux de 1988 à Séoul, l'épreuve se dispute déjà lors des championnats du monde d'athlétisme depuis 1987 à Rome. La Norvégienne Ingrid Kristiansen, détentrice du record du monde depuis 1985 et championne du monde en titre, ne termine pas la course après s'être blessée en finale alors qu'elle était en tête pendant les sept premiers tours. La Soviétique Olga Bondarenko remporte le titre olympique dans le temps de 31 min 5 s 21 après s'être défaite dans les 200 derniers mètres de la Britannique Liz McColgan, deuxième en 31 min 8 s 44,  la médaille de bronze revenant à l'autre soviétique Olena Zhupiyeva en 31 min 19 s 82.
L'Éthiopienne Derartu Tulu, championne d'Afrique du 10 000 m quelques semaines plus tôt, devient championne olympique aux Jeux de 1992 se déroulant à Barcelone. À près de 4 km de l'arrivée, elle prend le commandement de la course en compagnie de la Sud-africaine Elana Meyer, puis se défait de son adversaire à un tour de l'arrivée et s'impose dans le temps de 31 min 6 s 02, établissant un nouveau record national. Elana Meyer, qui bat quant à elle le record d'Afrique du Sud en 31 min 11 s 75 se classe deuxième de la course, devant l'Américaine Lynn Jennings qui établit un nouveau record des États-Unis en 31 min 19 s 89. Liz McColgan, championne du monde en 1991, se classe 5e de l'épreuve.
Lors des Jeux olympiques de 1996 à Atlanta, la Portugaise Fernanda Ribeiro, championne du monde en 1995 à Göteborg, remporte la médaille d'or en établissant un nouveau record olympique en 31 min 1 s 63. Elle devance la Chinoise Wang Junxia, titrée quelques jours plus tôt sur 5 000 m et détentrice depuis 1993 du record du monde du 10 000 m, qui décroche la médaille d'argent en 31 min 2 s 58, et l'Éthiopienne Gete Wami, médaillée de bronze en 31 min 6 s 65. La tenante du titre Derartu Tulu termine au pied du podium en 31 min 10 s 46.
En 2000, lors des Jeux olympiques de Sydney, Derartu Tulu décroche un second titre olympique sur 10 000 m, huit ans après sa médaille d'or obtenue à Barcelone. Un peloton de cinq athlètes se portent en tête à cinq tours de l'arrivée, groupe dans lequel figure Derartu Tulu, Gete Wami, Fernanda Ribeiro, la Britannique Paula Radcliffe et la Kényane Tegla Loroupe. Derartu Tulu porte une accélération à l'entame du dernier tour et s'impose dans le temps de 30 min 17 s 49, nouveau record olympique, devançant de près de cinq secondes la championne du monde 1999 Gete Wami (30 min 22 s 48) et la tenante du titre Fernanda Ribeiro qui établit néanmoins un nouveau record du Portugal en 30 min 22 s 88. Paula Radcliffe se classe quatrième de la course, devant Tegla Loroupe et Sonia O'Sullivan qui bat à cette occasion le record d'Irlande.
La Chinoise Xing Huina créée la surprise lors des Jeux olympiques de 2004, à Athènes, en remportant au sprint le titre olympique. Détentrice du record du monde junior depuis 2003, elle remporte à 22 ans son premier titre international majeur en 30 min 24 s 36, nouveau record personnel. Elle devance l'Éthiopienne Ejegayehu Dibaba, médaillée d'argent en 30 min 24 s 98 et la tenante du titre Derartu Tulu, médaillée de bronze en 30 min 26 s 42. Paula Radcliffe et Fernanda Ribeiro ne terminent pas la course.

#### Depuis 2008

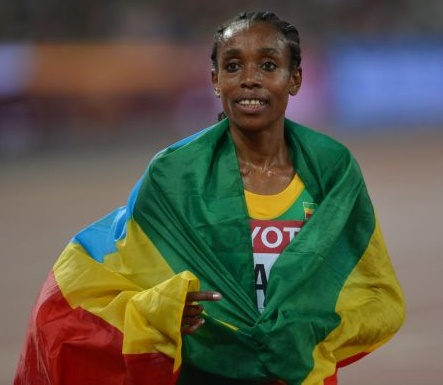
Almaz Ayana, championne olympique en 2016 à Rio de Janeiro où elle y établit un nouveau record du monde.

En 2008, aux Jeux olympiques de Pékin, l'Éthiopienne Tirunesh Dibaba, championne du monde en 2005 et 2007, confirme son statut de favorite en s'imposant dans le temps de 29 min 54 s 66, améliorant de près de 23 secondes le record olympique de Derartu Tulu. La Turque Elvan Abeylegesse, encore à la lutte avec Tirunesh Dibaba avant le dernier tour, se classe deuxième en 29 min 56 s 34, devant l'Américaine Shalane Flanagan, qui établit un nouveau record d'Amérique du Nord, d'Amérique centrale et des Caraïbes en 30 min 22 s 22. Mais en 2017, Elvan Abeylegesse est convaincue de dopage dans le cadre du réexamen des échantillons des championnats du monde 2005, ses résultats obtenus entre 2007 et 2009 sont annulés, y compris donc les médailles sur 5 000 m et 10 000 m remportées lors des Jeux de Pékin. En conséquence, la médaille d'argent revient à Shalane Flanagan et la médaille de bronze à la Kényane Linet Masai. Une semaine après la finale du 10 000 m, Tirunesh Dibaba s'imposera dans l'épreuve du 5 000 m, devenant la première athlète féminine à réussir ce doublé.
Lors des Jeux olympiques de 2012, à Londres, les trois Japonaises Hitomi Niiya, Kayoko Fukushi et Mika Yoshikawa prennent la tête de la course dès les premiers kilomètres et possèdent plus de 25 m d'avance sur leurs concurrentes, avant d'être rejointes par le peloton après 9 tours. Quatre athlètes prennent ensuite le commandement de la finale :  les Éthiopiennes Tirunesh Dibaba et Werknesh Kidane et les Kényanes Sally Kipyego et Vivian Cheruiyot, championne du monde en 2011. Tirunesh Dibaba porte une accélération à 600 m de l'arrivée et remporte son second titre olympique consécutif dans  le temps de 30 min 20 s 75. Sally Kipyego se classe deuxième en 30 min 26 s 37 et Vivian Cheruiyot troisième en 30 min 30 s 44, les deux athlètes améliorant leur record personnel.
Aux Jeux olympiques de 2016, à Rio de Janeiro, l'Éthiopienne Almaz Ayana porte une accélération à mi-course et augmente progressivement l'écart sur ses adversaires. Elle s'impose dans le temps de 29 min 17 s 45 et améliore de près de 14 secondes le record du monde du 10 000 m détenu depuis 1993 par Wang Junxia. Devancée de plus de 15 mètres, la championne du monde en titre Vivian Cheruiyot remporte la médaille d'argent en 29 min 32 s 53 et signe un nouveau record du Kenya alors que Tirunesh Dibaba, double tenante du titre, bat son record personnel pour décrocher la médaille de bronze en 29 min 42 s 56. Les 13 premières athlètes battent leur records personnels, dont l'Américaine Molly Huddle (6e) qui établit par ailleurs un nouveau record continental. Pour la première fois aux Jeux olympiques, l'épreuve se déroule en matinée.
Titrée quelques jours plus tût sur 5 000 m, la Néerlandaise Sifan Hassan, championne du monde sur la distance en 2019, remporte le 10 000 mètres féminin des Jeux olympiques de Tokyo en 2021, en 29 min 55 s 32, devançant la Bahreïnie Kalkidan Gezahegne (29 min 56 s 18) et la détentrice du record du monde éthiopienne Letesenbet Gidey (30 min 1 s 72).

### Palmarès
| Édition | Or                                    | Argent                                  | Bronze                                |
| ------- | ------------------------------------- | --------------------------------------- | ------------------------------------- |
| 1988    | Olga Bondarenko (URS) 31 min 05 s 21  | Liz McColgan (GBR) 31 min 08 s 44       | Olena Zhupiyeva (URS) 31 min 19 s 81  |
| 1992    | Derartu Tulu (ETH) 31 min 06 s 02     | Elana Meyer (RSA) 31 min 11 s 75        | Lynn Jennings (USA) 31 min 19 s 89    |
| 1996    | Fernanda Ribeiro (POR) 31 min 01 s 63 | Wang Junxia (CHN) 31 min 02 s 58        | Gete Wami (ETH) 31 min 06 s 65        |
| 2000    | Derartu Tulu (ETH) 30 min 17 s 49     | Gete Wami (ETH) 30 min 22 s 48          | Fernanda Ribeiro (POR) 30 min 22 s 88 |
| 2004    | Xing Huina (CHN) 30 min 24 s 36       | Ejegayehu Dibaba (ETH) 30 min 24 s 98   | Derartu Tulu (ETH) 30 min 26 s 42     |
| 2008    | Tirunesh Dibaba (ETH) 29 min 54 s 66  | Shalane Flanagan (USA) 30 min 22 s 22   | Linet Masai (KEN) 30 min 26 s 50      |
| 2012    | Tirunesh Dibaba (ETH) 30 min 20 s 75  | Sally Kipyego (KEN) 30 min 26 s 37      | Vivian Cheruiyot (KEN) 30 min 30 s 44 |
| 2016    | Almaz Ayana (ETH) 29 min 17 s 45      | Vivian Cheruiyot (KEN) 29 min 32 s 53   | Tirunesh Dibaba (ETH) 29 min 42 s 56  |
| 2020    | Sifan Hassan (NED) 29 min 55 s 32     | Kalkidan Gezahegne (BRN) 29 min 56 s 18 | Letesenbet Gidey (ETH) 30 min 01 s 72 |
| 2024    | Beatrice Chebet (KEN) 30 min 43 s 25  | Nadia Battocletti (ITA) 30 min 43 s 35  | Sifan Hassan (NED) 30 min 44 s 12     |

### Multiples médaillées
| Rang | Athlète          | Pays     | Période     | Or | Argent | Bronze | Total |
| ---- | ---------------- | -------- | ----------- | -- | ------ | ------ | ----- |
| 1    | Derartu Tulu     | Éthiopie | 1992 – 2004 | 2  | 0      | 1      | 3     |
| 1    | Tirunesh Dibaba  | Éthiopie | 2008 – 2016 | 2  | 0      | 1      | 3     |
| 3    | Fernanda Ribeiro | Portugal | 1996 – 2000 | 1  | 0      | 1      | 2     |
| 3    | Sifan Hassan     | Pays-Bas | 2021 – 2024 | 1  | 0      | 1      | 2     |
| 5    | Gete Wami        | Éthiopie | 1996 – 2000 | 0  | 1      | 1      | 2     |
| 5    | Vivian Cheruiyot | Kenya    | 2012 – 2016 | 0  | 1      | 1      | 2     |

### Record olympique
| Temps           | Athlète            | Lieu           | Date              | Record |
| --------------- | ------------------ | -------------- | ----------------- | ------ |
| 31 min 44 s 69  | Ingrid Kristiansen | Séoul          | 26 septembre 1988 |        |
| 31 min 5 s 21   | Olga Bondarenko    | Séoul          | 30 septembre 1988 |        |
| 31 min 1 s 63   | Fernanda Ribeiro   | Atlanta        | 2 août 1996       |        |
| 30 min 17 s 499 | Derartu Tulu       | Sydney         | 30 septembre 2000 |        |
| 29 min 54 s 66  | Tirunesh Dibaba    | Pékin          | 15 août 2008      |        |
| 29 min 17 s 46  | Almaz Ayana        | Rio de Janeiro | 12 août 2016      | WR     |

## Ancienne épreuve: 5 miles
Une épreuve de course de fond sur la distance de 5 miles (8 047 m) s'est déroulée en 1908 à Londres. Elle est remportée par le Britannique Emil Voigt.
| Édition | Or               | Argent            | Bronze               |
| ------- | ---------------- | ----------------- | -------------------- |
| 1908    | Emil Voigt (GBR) | Edward Owen (GBR) | Johan Svanberg (SWE) |